# یوجین اسکات
یوجین اسکات (انگلیسی: Eugene Scott, زادهٔ واشینگتن، دی.سی. آمریکا، (سن ۳۵)) روزنامه‌نگار است. وی گزارشگر روزانه وبلاگ «فیکس» در واشینگتن پست می‌باشد. اسکات تا کنون برنده جوایز و بورس‌های تحصیلی متعددی برای فعالیت‌هایش به‌ویژه در زمینه سیاست و تجارت و آموزش شده‌است.

## سنین جوانی و تحصیل
وی در واشینگتن دی.سی.، ایالات متحده آمریکا متولد و بزرگ شد. اسکات در یک خانواده سیاسی در منطقه هیل واشینگتن، دی.سی. رشد کرد، او بعداً این شهر را ترک کرد. وی برای ادامه تحصیل به کارولینای شمالی و ماساچوست رفت و در کانزاس سیتی و فینیکس (آریزونا)، کار کرد. اسکات همچنین مدتی را در آفریقای جنوبی گذراند.
اسکات از دانشگاه کارولینای شمالی در چاپل هیل فارغ‌التحصیل شد و لیسانس روزنامه‌نگاری را دریافت کرد. وی سپس در مدرسه حکومت جان اف. کندی در دانشگاه هاروارد به تحصیل پرداخت و مدرک کارشناسی ارشد خود را در رشته مدیریت عمومی گرفت.

## فعالیت حرفه‌ای
کار روزنامه‌نگاری سیاسی یوجین اسکات از دهه ۱۹۹۰ آغاز شد، این زمانی بود که او در یک برنامه بورس تحصیلی که توسط ناشر سابق واشینگتن پست دونالد ای. گراهام ایجاد شد شرکت کرد. اسکات در سپتامبر ۲۰۱۷ به واشینگتن پست پیوست و در وبلاگ «فیکس» مشغول به کار شد و در زمینه سیاست‌های هویتی می‌نوشت. وی یکی از اعضای مؤسسه سیاست و خدمات عمومی جرج تاون بود. یوجین پیش از پیوستن به واشینگتن پست، خبرنگار اخبار فوری بررسی سیاست در سی‌ان‌ان بود، اسکات در ۲۰۱۶ در زمینه انتخابات ریاست جمهوری ۲۰۱۶ گزارش تهیه می‌کرد و گزارشگر ارشد تیم اخبار فوری وب سایت سی‌ان‌ان بود. اسکات به‌طور منظم گزارشگر آب و هوا در کانال‌های ام‌اس‌ان‌بی‌سی، ان‌پی‌آر و سی‌بی‌اس می‌باشد. اسکات همزمان که در سی‌ان‌ان مشغول به کار بود، در مجموعه ای به نام «اولین باری که فهمیدم سیاه‌پوست هستم» شرکت کرد، این مصاحبه باعث ایجاد گفتمان عمومی در مورد نحوه رفتار با اشخاص رنگین‌پوست شد.
اسکات همچنین یک محقق در مجله تایم و خبرنگار در شارلوت آبزرور و کیپ آرگوس بود.
یوجین اسکات ۹ سال به عنوان گزارشگر در «آریزونا ریپابلیک» کار کرد.